# 电子科技大学中山学院
电子科技大学中山学院（英語：University of Electronic Science and Technology of China, Zhongshan Institute），位于广东省中山市石岐街道莲峰山麓，是电子科技大学的一个独立学院。学院现有全日制在校学生人数1.9万人，设有9个二级学院，41个本科专业。

## 历史沿革
1986年10月中山大学孙文学院成立，为中山大学分校，由中山大学与中山市共管。
1995年独立建制，更名为中山学院，实行省市共管，以市为主的管理体制。
2002年，中山市人民政府与电子科技大学合作共建，学院更名为电子科技大学中山学院。

## 院系设置（2019年）
学院设有9个二级学院41个本科专业
电子信息学院
计算机学院
机电工程学院
材料与食品学院
管理学院
经贸学院
人文社会科学学院
外国语学院
艺术设计学院